# Oja Kodar
Oja Kodar, nata Palinkaš (Zagabria, 1941), è un'attrice, scrittrice e regista croata.

## Biografia
È stata la compagna di Orson Welles durante i suoi ultimi venticinque anni di vita. Si incontrarono a Zagabria nel 1961 mentre Welles stava girando Il processo (l'attore e regista rimase tuttavia, almeno ufficialmente, legato alla terza moglie, Paola Mori, sposata nel 1955, e da cui aveva avuto una figlia).
Collaborò alla scrittura del film di Orson Welles F come falso, dove appare nel ruolo di se stessa. Oja recitò anche in almeno tre film ai quali Orson Welles lavorò durante gli anni settanta: The Other Side of the Wind, Abissi e The Dreamers ma solo il primo dei tre - sino ad oggi - è stato distribuito (nel 2018) dopo un lungo e travagliato percorso di recupero dei diritti, un crowdfunding planetario e un periglioso lavoro di post-produzione.
La Kodar ha inoltre lavorato con Orson Welles nel film di Krsto Papić Il segreto di Nikola Tesla, film jugoslavo del 1980.